# Simon Starck
Simon Starck (27. října 1865 Falknov nad Ohří – 3. září 1939 Falknov nad Ohří) byl rakouský politik německé národnosti z Čech, na počátku 20. století poslanec Říšské rady.

## Biografie
Byl redaktorem ve Falknově. Vydával list Freien Werke ve Falknově a v letech 1892–1898 vydával týdeníky Glück auf a Volkswille. Vystudoval národní a měšťanskou školu. Původní profesí byl horníkem. Patřil mezi dělnické vůdce. Kvůli politickým deliktům byl třiatřicetkrát soudně trestán. Už v roce 1893 ho falknovský okresní hejtman řadil mezi známé socialistické vůdce. Podílel se na budování odborových skupin mezi místními horníky. Byl aktivní jako řečník na schůzích.
Působil i jako poslanec Říšské rady (celostátního parlamentu Předlitavska), kam usedl ve volbách do Říšské rady roku 1907, konaných poprvé podle všeobecného a rovného volebního práva. Byl zvolen za obvod Čechy 117. Mandát obhájil ve volbách do Říšské rady roku 1911.
Po volbách roku 1907 i 1911 byl uváděn coby poslanec bez klubové příslušnosti. Patřil k malé skupině tzv. svobodných socialistů (Freisozialisten).
Po válce zasedal v letech 1918–1919 jako poslanec Provizorního národního shromáždění Německého Rakouska (Provisorische Nationalversammlung). Zde byl nezařazeným poslancem.